# Megan Barker
Megan Elizabeth Barker (15 de agosto de 1997) es una deportista británica que compite en ciclismo en las modalidades de pista y ruta.
Ganó cuatro medallas en el Campeonato Mundial de Ciclismo entre los años 2021 y 2024, y una medalla de plata en el Campeonato Europeo de Ciclismo en Pista de 2024.
En los Juegos Europeos de Minsk 2019 obtuvo dos medallas, oro en madison y plata en persecución por equipos.

## Medallero internacional
| Campeonato Mundial | Campeonato Mundial       | Campeonato Mundial | Campeonato Mundial      |
| Año                | Lugar                    | Medalla            | Competición             |
| ------------------ | ------------------------ | ------------------ | ----------------------- |
| 2021               | Roubaix (Francia)        | Medalla de bronce  | Persecución por equipos |
| 2022               | Saint-Quentin (Francia)  | Medalla de plata   | Persecución por equipos |
| 2023               | Glasgow (Reino Unido)    | Medalla de oro     | Persecución por equipos |
| 2024               | Ballerup (Dinamarca)     | Medalla de oro     | Persecución por equipos |
| Juegos Europeos    |                          |                    |                         |
| Año                | Lugar                    | Medalla            | Competición             |
| 2019               | Minsk (Bielorrusia)      | Medalla de oro     | Madison                 |
| 2019               | Minsk (Bielorrusia)      | Medalla de plata   | Persecución por equipos |
| Campeonato Europeo |                          |                    |                         |
| Año                | Lugar                    | Medalla            | Competición             |
| 2024               | Apeldoorn (Países Bajos) | Medalla de plata   | Persecución por equipos |

1. 1 2  Compitió en la ronda de clasificación.